# Skyttorp, Salem kommun

Skyttorp var ett torp som låg under Säby by i Salems socken i nuvarande Salems kommun i Stockholms län. Det fanns redan på 1600-talet.
Skyttorp är ett exempel på torp som har fått namn efter den specialiserade hantverkare som en gång bodde i stugan; i det här fallet en skytt.
Skyttorp var en enkelstuga av sydlig art. Speciellt för denna stugtypen är att stugan hade ett eget kök. Torp med eget kök var vanligt i södra Götaland. Byggnadstraditionen från Götaland trängde sig sakta mot norr och nådde i början av 1900-talet södra Södermanland. Skyttorp var en av de stugor i Stockholmstrakten som hade eget kök.  I Skyttorp var eldstaden dessutom placerad vid ytterväggen. Förutom kök hade torpet förstuga och ett större rum. På 1930-talet ändrades torpet till en skogsarbetarstuga under Norsborg.
Byggnaden revs cirka 1965 i förbindelse med etableringen av de centrala delarna av Salem, tidigare även kallat Salemstaden.
Skyttorp har gett sitt namn åt Skyttorpsskolan och Skyttorpsvägen i Salems kommun. 
Salems hembygdsförening har satt upp en torpskylt som markerar torpets läge. 